# Thunderbolts
Pour les articles homonymes, voir Thunderbolt.
Thunderbolts est le nom d'une équipe de super-héros évoluant dans l’univers Marvel de la maison d'édition Marvel Comics. Créée par le scénariste Kurt Busiek et le dessinateur Mark Bagley, l'équipe apparaît pour la première fois dans le comic book The Incredible Hulk #449 en janvier 1997.
Formée principalement d'anciens super-vilains, l'équipe apparait dans la série Thunderbolts depuis avril 1997.

## Historique et biographie de l'équipe

### Origines
Après la disparition des Vengeurs et des Quatre Fantastiques lors du crossover Onslaught (1996), une nouvelle équipe de super-héros, les Thunderbolts, apparaît pour combler le vide laissé. Mais à l'issue du premier épisode, ces nouveaux héros se révèlent être d'anciens super-vilains, les Maîtres du mal, revenus sous de nouvelles identités.
La série The Thunderbolts (1997) est basée sur de multiples retournements de situations, révélations, trahisons, certains des personnages prenant goût à devenir des héros.
Plusieurs moutures de Thunderbolts se sont depuis succédé et ils furent même à un moment dirigés par le Vengeur Œil-de-Faucon (Clint Barton).

### Civil War
Durant le crossover Civil War, les Thunderbolts se séparent.
Une nouvelle équipe, comprenant Venom (Mac Gargan), Lady Deathstrike, le Maître de Corvée, le Tireur (Bullseye), le Pitre, Jack O'Lantern et Songbird est créée sous l'initiative de Reed Richards. Elle est chargée de pourchasser les héros ne se pliant pas à la loi de recensement qui vient d'être promulguée.
Le Pitre et Jack O'Lantern sont tués par le Punisher, alors qu'ils pourchassaient Spider-Man qui venait de quitter le groupe des partisans de la loi dirigé par Iron Man.

### Période post-Civil War
À partir de Thunderbolts #110 (janvier 2007, dessin Mike Deodato Jr.), le scénariste Warren Ellis introduit une nouvelle équipe de Thunderbolts composée de super-vilains et travaillant pour le gouvernement américain. Elle est chargée de capturer les super-héros refusant de se recenser, comme la loi venant d'être promulguée les y obligeant. Cette nouvelle version est liée au succès commercial du crossover Civil War.
La nouvelle équipe est dirigée par Norman Osborn et est composée de Songbird, Venom (Mac Gargan), le Tireur (Bullseye), Penance (Robbie Baldwin), l'Homme-radioactif (Radioactive Man), Swordsman, et Opale (Moonstone) en tant que leader.
Leur travail consiste à appréhender les surhumains qui refusent de s'enregistrer auprès du comité des affaires surhumaines. Leur base d'opération est la Montagne des Thunderbolts, un immense complexe dans lequel se trouve leur vaisseau, le Zeus et plusieurs T-Wagons, qui parfois accompagnent le groupe pour transporter des prisonniers.
Lors d'une mission durant laquelle les Thunderbolts avaient pour objectif d'appréhender Steel Spider, le Tireur réussit à s'échapper pour aller tuer l'équipier de Steel Spider, American Eagle, mais ce dernier arrive à le contrer. Swordsman remarque la fuite de Bullseye et en avise Opale, qui active la nanochaîne dont le choc laisse Bullseye tétraplégique.

### Le règne sombre
Pendant l'arc narratif Secret Invasion, Norman Osborn sépare le groupe. Puis, alors qu'il montre un côté public respectable à la tête du H.A.M.M.E.R nouvellement créé, il reforme un nouveau groupe de Thunderbolts à sa solde. Ces nouveaux membres sont des tueurs à gage d'élite, obéissant au doigt et à l'œil d'Osborn.
L'équipe comprend :
- la Veuve noire Yelena Belova, un ancien agent secret russe ;
- le Fantôme (Ghost), spécialiste de l'infiltration et de l'espionnage industriel ;
- le mercenaire nommé Paladin ;
- le tueur nommé Headsman ;
- l'Homme-fourmi (Eric O'Grady), ancien cadet de l'Initiative.

Norman Osborn utilise cette équipe pour gagner les faveurs du président des États-Unis lors d'un voyage en avion, en faisant croire à une attaque terroriste. Puis, il les envoie tuer Deadpool (qui lui avait donné par mégarde les informations permettant de neutraliser la reine Skrull), mais cette mission échoua.
Tandis que le Fantôme découvrait la véritable identité de la Veuve noire (en réalité la véritable Veuve noire, Natasha Romanova), Osborn recruta Mr. X et le mystérieux Scourge. L'équipe, incluant le nouveau membre Grizzly, fut envoyée voler des armes Asgardiennes lors du Siège d'Asgard, dans l'Oklahoma. Ils furent cependant vaincus mais certains membres parvinrent à s'enfuir.

### L'âge héroïque
Captain America, revenu d'entre les morts, reprend le poste laissé vacant par la disgrâce d'Osborn. Il autorise l'existence d'une nouvelle équipe de Thunderbolts à partir de prisonniers incarcérés au Raft et surveillés par Luke Cage, son homme de confiance.

### King in Black / Devil's Reign
Lors de l’invasion de la Terre par Knull et ses symbiotes, le Caïd, alors maire de  New York embauche des vilains pour défendre la ville. Il les nomme « Thunderbolts » car il détient les droits du nom. 

Par la suite, le groupe fait régner la loi du Caïd lorsque celui-ci fait interdire les Super-héros à New York.

## Composition de l'équipe

### Équipe originale[6]
À l'origine, les Thunderbolts sont les Maîtres du mal sous de nouvelles identités de super-héros :
- Helmut Zemo, fils du Baron Zemo devient « Citizen V » ;
- Abner Jenkins, le Scarabée devient « Mach-1 » puis « Mach-2 » puis « Mach-3 »;
- Melissa Gold, Screaming Mimi devient « Songbird » ;
- Paul Norbert Ebersol, le Fixer (en) devient « Techno » ;
- Erik Josten, Goliath devient « Atlas » ;
- Karla Sofen, Opale (Moonstone) devient « Météorite » ;

D'autres membres font plus tard leur apparition :
- Hallie Takahama, Jolt[7];
- Clint Barton, Oeil-de-faucon[8];
- Charlie Burlingame, Charcoal[9];
- Brian Dunlap, l'Ogre[10];
- Dallas Riordan, Atlas[11];
- Samuel Smithers, l'Homme-plante, renommé « Blackheath »[12];
- Katrina van Horn, Amazone
- Pierre Fresson, Cyclone
- Don Clendenon, Harrier
- Sybil Dvorak, Skein[13];

### Équipe new Thunderbolts reformée[14]
- Abner Jenkins, Mach-IV;
- Melissa Gold, Songbird;
- Erik Josten, Atlas;
- Donny Gill, Blizzard.

D'autres membres font plus tard leur apparition :
- Jim Sanders, Speed Demon[15].;
- Chen Lu, l'Homme-radioactif;
- Janice Yanizeski, Joystick;
- Genis-Vell, Photon II[15].
- Kyle Richmond, Nighthawk[16].
- Baron Zemo
- Fixer
- Swordsman (Andreas von Strucker)
- Connie Josten, Smuggler[17]

### Équipes de Norman Osborn[18]
Norman Osborn (le Bouffon vert), un criminel amnistié, dirige ensuite l'équipe, devenue une agence gouvernementale pour le contrôle des êtres surhumains :
- Opale (Moonstone, leader) ;
- Songbird ;
- l'Homme-radioactif (Radioactive Man) ;
- Swordsman ;
- Penance (Robbie Baldwin, anciennement Speedball des New Warriors) ;
- Venom (Mac Gargan, anciennement Scorpion) ;
- le Tireur (Bullseye) (utilisé en dernier recours).

À la suite de l'Invasion Secrète, Norman Osborn devient le Directeur de la Sécurité nationale des États-Unis et met en place sa propre équipe de Thunderbolts, sorte d'agents secrets à la solde du H.A.M.M.E.R.:
- La Veuve noire (Yelena Belova qui était en réalité Natasha Romanoff infiltrée) ;
- le Fantôme (Ghost) ;
- le Paladin ;
- Headsman ;
- l'Homme-fourmi (Eric O'Grady) ;

rejoints par la suite par :
- Mr. X ;
- Scourge (Nuke) ;
- Grizzly.

### Équipe de Steve Rogers[20]
À la fin de Dark Reign, Steve Rogers reprend le poste de directeur de la Sécurité nationale. Il place US Agent et Luke Cage en tant que superviseurs du Raft et autorise une nouvelle équipe de Thunderbolts (super-vilains contrôlés par des nanites et sanctionnés par le gouvernement). Avec à sa tête Luke Cage, l'équipe incluait :
- Brock Rumlow, Crossbones ;
- le Fantôme ;
- Caïn Marko, le Fléau ;
- Opale ;
- Songbird;
- Fixer;
- Abner Jenkins, Mach-V;
- Ted Sallis, l'Homme-chose (servant de téléporteur).

D'autres membres font plus tard leur apparition :
- Mark Milton, Roi Hyperion[21];
- Satana Hellstrom[22];

avec une équipe secondaire Thunderbolts Beta devenant ensuite American Thunderbolts:
- Boomerang (Fred Myers)
- Centurius (Noah Black)
- Mr. Hyde (Calvin Zabo)
- Troll (Gunna Sijurvald)
- Shocker (Herman Schultz)

### Équipe de Thunderbolt Ross (Red Hulk)[24]
En 2013 est créée une nouvelle équipe de Thunderbolts, imaginée par Hulk Rouge (Thunderbolt Ross) pour que les membres puissent s'entre-aider. Elle est composée de :
- Hulk Rouge
- Elektra
- Deadpool
- Agent Venom (plus tard remplacé par Ghost Rider)
- le Punisher

### Équipe du Caïd
- Taskmaster
- Mister Fear
- Batroc
- Rhino (déserte à sa première sortie[4] mais revient par la suite[5])
- Star (Ripley Ryan)
- Ampere (se fait tuer par Mister Fear [4])
- Snakehead (se fait tuer à sa première sortie[4])
- Whiplash
- La version féminine d’Electro
- Agony
- U.S. Agent (en fait infiltré pour les arrêter[5])
- Abomination

## Publications

### En France
La série a été traduite en France par Panini. Elle compose le magazine Hulk depuis juillet 2012.

## Apparitions dans d'autres médias
Sauf indication contraire, les informations mentionnées dans cette section peuvent être confirmées par la base de données cinématographiques IMDb,  présente dans la section « Liens externes ».

### Cinéma
L’équipe des Thunderbolts est intégrée à l'univers cinématographique Marvel dans le film Thunderbolts* réalisé par Jake Schreier. Elle se compose des personnages suivants :
- James « Bucky » Barnes / Soldat de l'Hiver interprété par Sebastian Stan[26]
- John Walker / U.S. Agent interprété par Wyatt Russell[26]
- Yelena Belova / Black Widow interprétée par Florence Pugh[27]
- Alexei Shostakov / Gardien Rouge interprété par David Harbour[27]
- Robert "Bob" Reynolds / Sentry / Void interprété par Lewis Pullman
- Ava Starr / Fantôme interprétée par Hannah John-Kamen[27][27]